# Elephastomus terraereginae
Elephastomus terraereginae är en skalbaggsart som beskrevs av Blackburn 1899. Elephastomus terraereginae ingår i släktet Elephastomus och familjen Bolboceratidae. Inga underarter finns listade i Catalogue of Life.